# Pimelea umbratica
Pimelea umbratica är en tibastväxtart som beskrevs av Allan Cunningham och Carl Daniel Friedrich Meisner. Pimelea umbratica ingår i släktet Pimelea och familjen tibastväxter. Inga underarter finns listade i Catalogue of Life.